# Culă

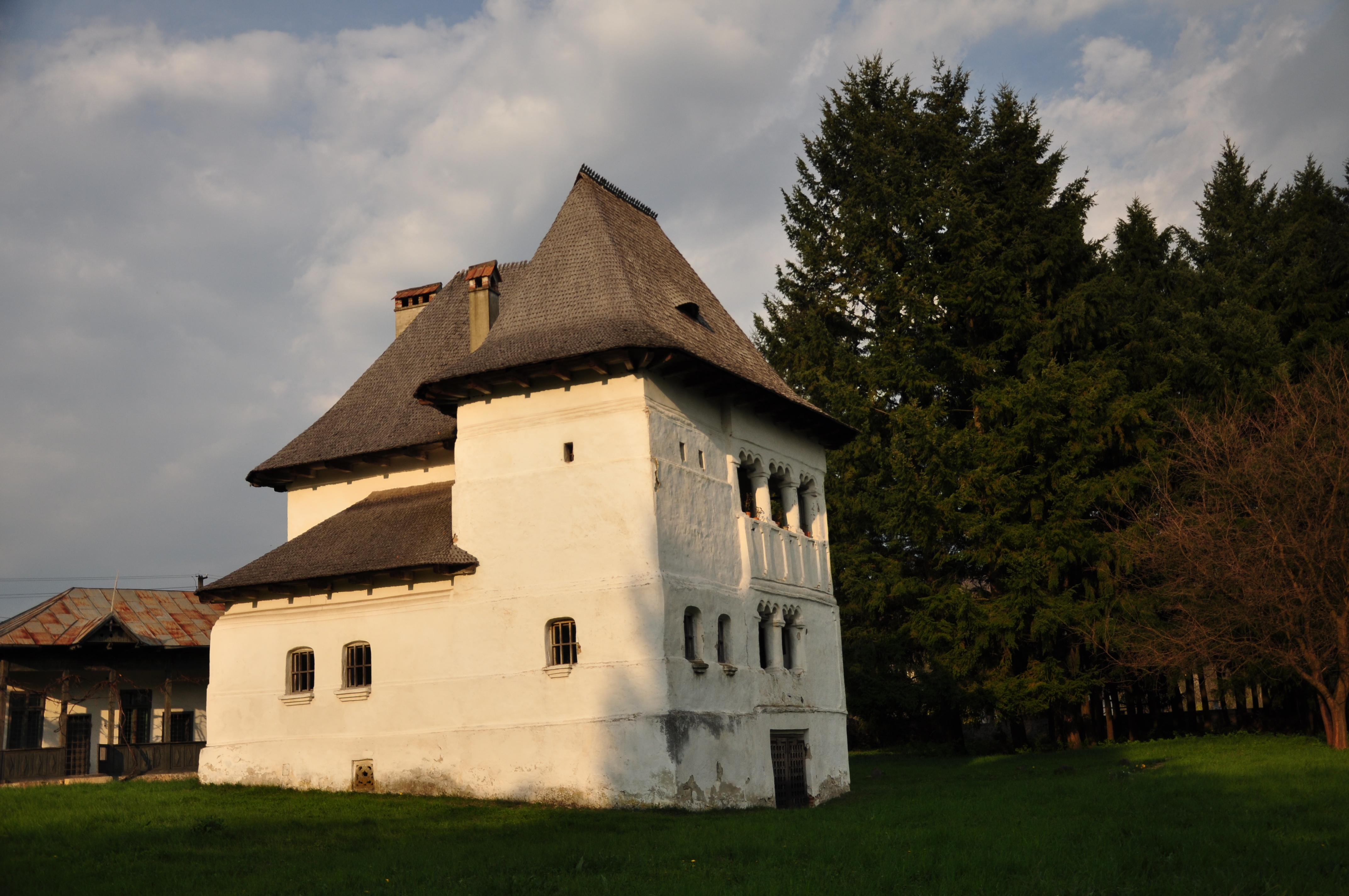
Cula Greceanu de Măldărești, Vâlcea

Un culă (plural: cule; de turco kule "torre, torreta") es un tipo de edificaciones semi-fortificadas de la región de Oltenia en Rumanía con un gran número de ellas localizadas en la provincia histórica de Muntenia. Originalmente se construían como casas para los gobernantes boyardos como defensa contra las razias violentas del del sur del Danubio durante el siglo XVIII y el siglo XIX y también contra los disturbios de la población local  (p. ej. Osman Pazvantoğlu). Construcciones similares existen en los Balcanes, especialmente en Serbia y Albania. Es posible que este tipo de construcciones tengan su origen en Irán o Afganistán.

## En Rumanía
En el pasado el número de este tipo de edificaciones era mayor y se extendía tanto por las planicies, como por las zonas montañosas, hasta las cercanías de Bucarest, pero aquellas situadas en las zonas más llanas han ido desapareciendo paulatinamente. Las culas se encuentran principalmente en la región montañosa de Oltenia, pero también se encuentran algunos ejemplares en la llanura de Muntenia, en Bucarest y en los condados de Argeș y Teleorman. Las cules más representativas se encontraban en el condado de Gorj, pero de las 20 que existían, en la actualidad, sólo quedan 5 en pie, de los cuales 3 han sido restaurados: Glogoveanu cula, Cornoiu cula y Cartianu cula bajo la administración del Museo del Condado de Gorj "Alexandru Ștefulescu".

### Uso
Esencialmente, las cules eran las casas de los boyardos, construidas para proteger la propiedad y las vidas de sus familiares contra las invasiones de las bandas Cârjali, ladrones turcos en Vidin. Por lo general, las cules, tenían forma de una torre con 3-4 lados, estaban provistas de murallas desde donde era posible disparar con armas desde cualquier parte del patio. En el sótano se encontraba una fuente. La escalera a los pisos superiores podía ser móvil. Las puertas eran macizas, el sótano firme, las paredes de 1 metro de espesor reforzadas con vigas y tenían aspilleras. Un detalle especial de algunas cules es la existencia de anexos sanitarios en un cuerpo separado, una torre estrecha, conectada al cuerpo principal por un corredor aéreo, a modo de puente cerrado.
Además de su función de vivienda, la culă es una construcción cuya función es la de proteger al propietario no solo del peligro exterior, sino también de las posibles rebeliones de sus propios siervos en la propiedad. Debido a esto, alrededor de la mayoría de las cule, se despejó el terreno colindante para evitar que los enemigos se acercaran sin ser vistos.
Con el devenir del tiempo las culă fueron desarrollando otro tipo de usos:
- como refugio, defensa o vivienda temporal;
- como atalayas con usos de señalización y alerta;
- como vivienda permanente.

Cuando desapareció el peligro otomano, las culă quedaron inutilizadas y comenzaron a deteriorarse, para luego ser abandonadas y en algunos casos destruidas.

### Situación actual
El informe de la Comisión Presidencial de Patrimonio Construido, Sitios Históricos y Naturales, de Rumanía de septiembre de 2009, revela que si bien estas casas-torre en Oltenia, construidas en tres niveles, son un reflejo tardío de un fenómeno arquitectónico característico de los Balcanes medievales y se han introducido en la Lista de monumentos históricos, no se han iniciado acciones de conservación o restauración. Están en proceso de degradación y algunas en ruinas. A pesar de que estos edificios son hitos importantes de la diversidad de la arquitectura tradicional en el trasfondo histórico rumano.

## Lista de cules

### Argeș
- Conacul Teodor Brătianu, sat Tigveni, comuna Tigveni[5]
- Conacul Budișteanu, sat Budeasa Mare, comuna Budeasa[6]
- Cula Drugănescu, sat Retevoiești, comuna Pietroșani[7]
- Cula Racovița, cartier Racovița, Argeș, oraș Mioveni[8]
- Cula Sultănica, sat Șuici, comuna Șuici[9]
- Cula Vlădescu, sat Vlădești, comuna Vlădești[10]

### București
- Cula Vintilă Brătianu, str. Aurel Vlaicu, nr. 19,[11]

### Dolj
- Cula Cernătescu, sat Cernătești, comuna Cernătești (secolul XVIII)[12]
- Cula Izvoranu-Geblescu, sat Brabova, comuna Brabova (secolul XVIII)[12]
- Cula Barbu Poenaru, sat Almăj, comuna Almăj. Este decorată cu cu fresce inspirate de fabulele lui Esop. (1750)[12]

### Gorj
- Cula Cartianu din Cartiu, Gorj, comuna Turcinești[12]
- Cula Cioabă-Chintescu, sat Șiacu, comuna Slivilești. Se mai numea cula Grecescu. (1818)[12]
- Cula Cornoiu, sat Curtișoara, oraș Bumbești-Jiu[12]
- Cula Crăsnaru, cula moșierului Alecu Crăsnaru din satul Groșerea, comuna Aninoasa[12]
- Cula I. C. Davani, sat Larga, comuna Samarinești[13]
- Casa Glogoveanu, sat Glogova, comuna Glogova[14]
- Casa Eftimie Nicolaescu, sat Runcurel, comuna Mătăsari[15]
- Cula Tătărescu, inițial cartier Poiana, oraș Rovinari, în prezent sat Curtișoara, oraș Bumbești-Jiu. Se mai numea cula Poiana.

### Mehedinți
- Cula Cuțui, sat Broșteni, comuna Broșteni[16]
- Cula Nistor (1812), sat Cerneți, comuna Șimian[17]
- Cula Tudor Vladimirescu, sat Cerneți, comuna Șimian[12][18]

### Olt
- Cula Călățeanu, cartier Enoșești, oraș Piatra-Olt[19]
- Cula Galița, sat Câmpu Mare, comuna Dobroteasa[20]

### Teleorman
- Cula Costea, sat Frăsinet, comuna Frăsinet[21]

### Vâlcea
- Cula Bujoreanu, sat Bujoreni, comuna Bujoreni[12]
- Cula Duca, sat Măldărești, comuna Măldărești[12]
- Cula Greceanu, sat Măldărești, comuna Măldărești[22]
- Cula Măciuceni, sat Măciuceni, comuna Măciuca[23]
- Cula Zătreanu, sat Zătreni, comuna Zătreni[12]

## Galería

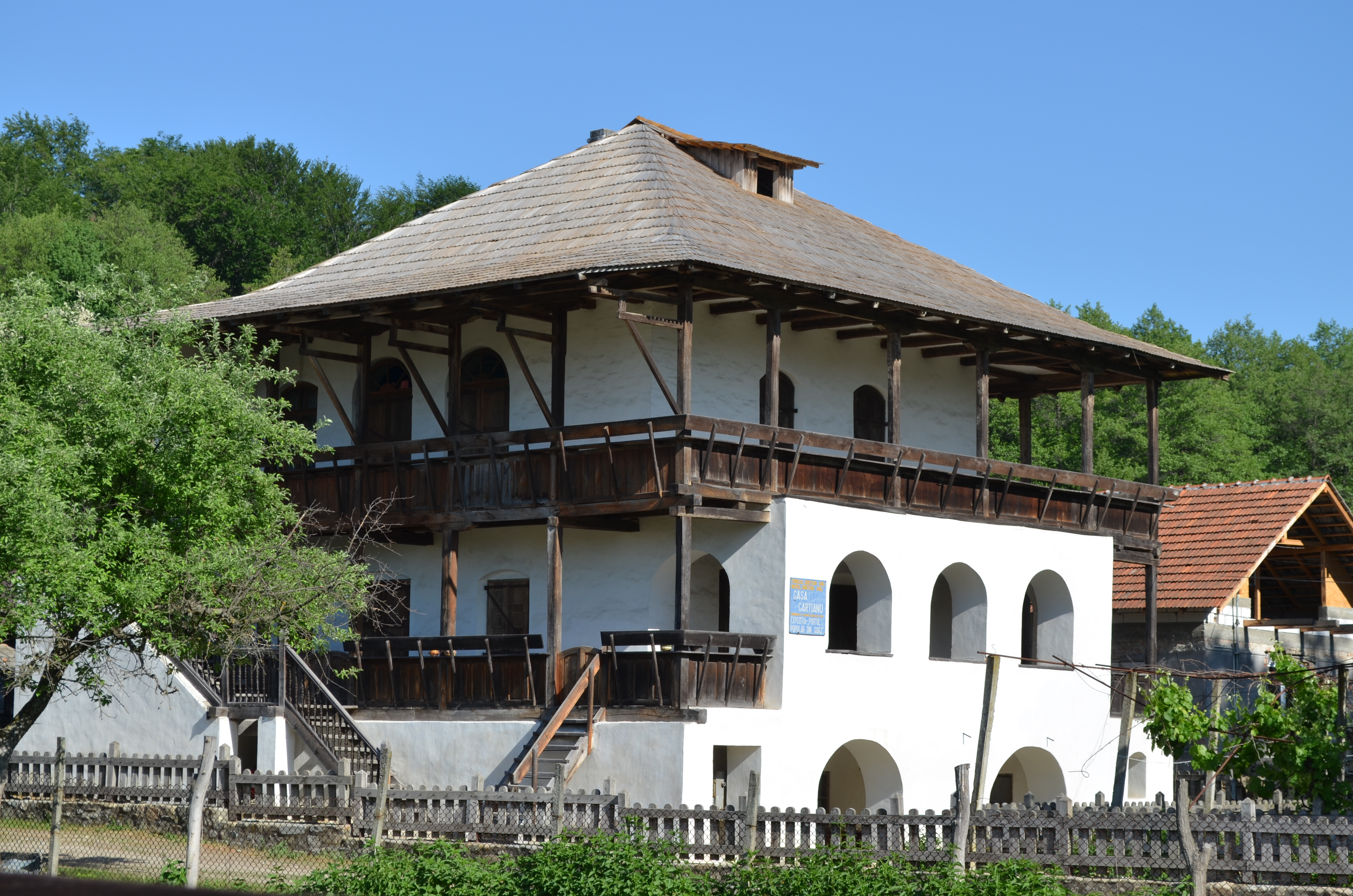
Cula Cartianu din Cartiu, Gorj
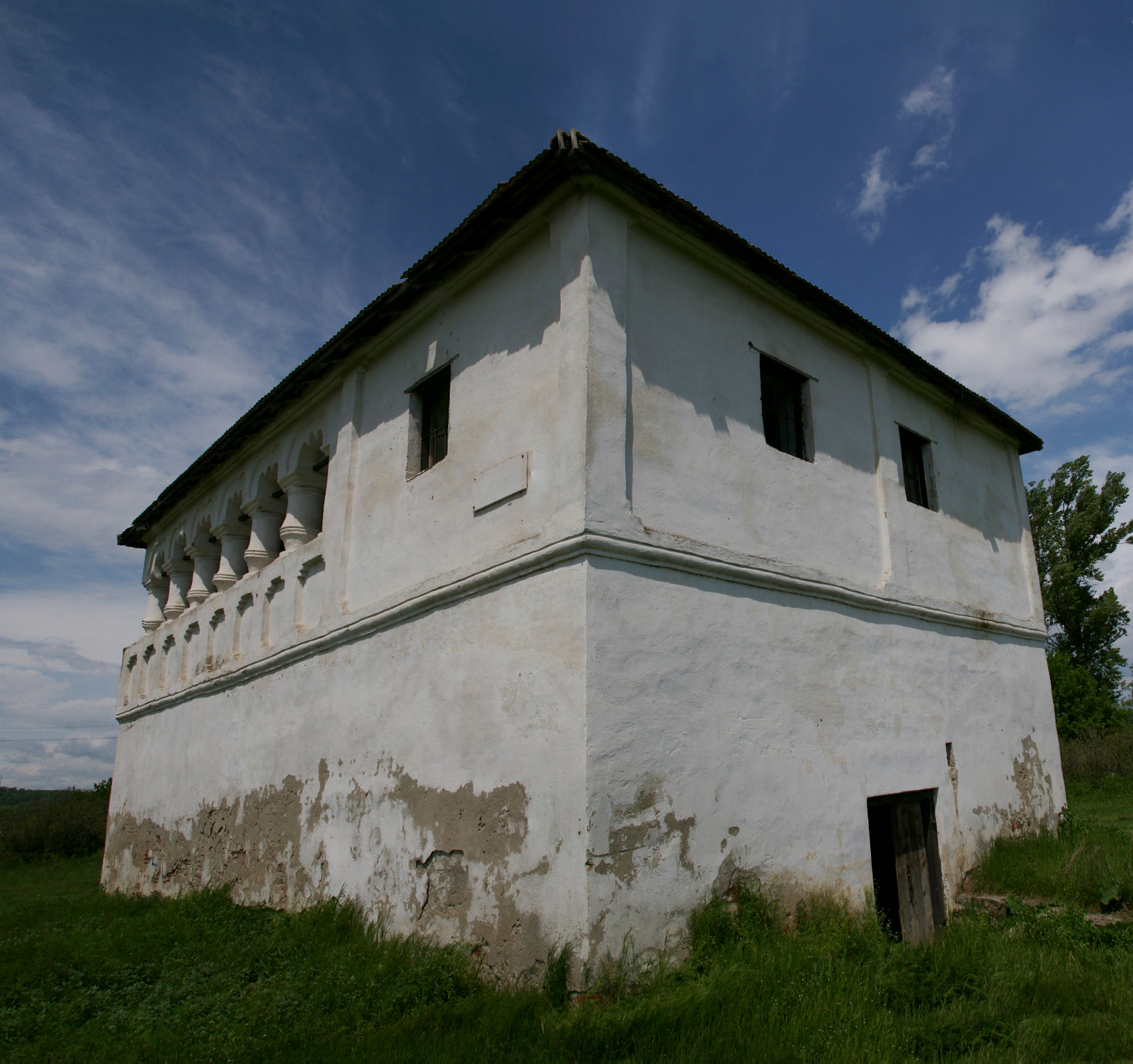
Cula Cuțui din Broșteni, Mehedinți
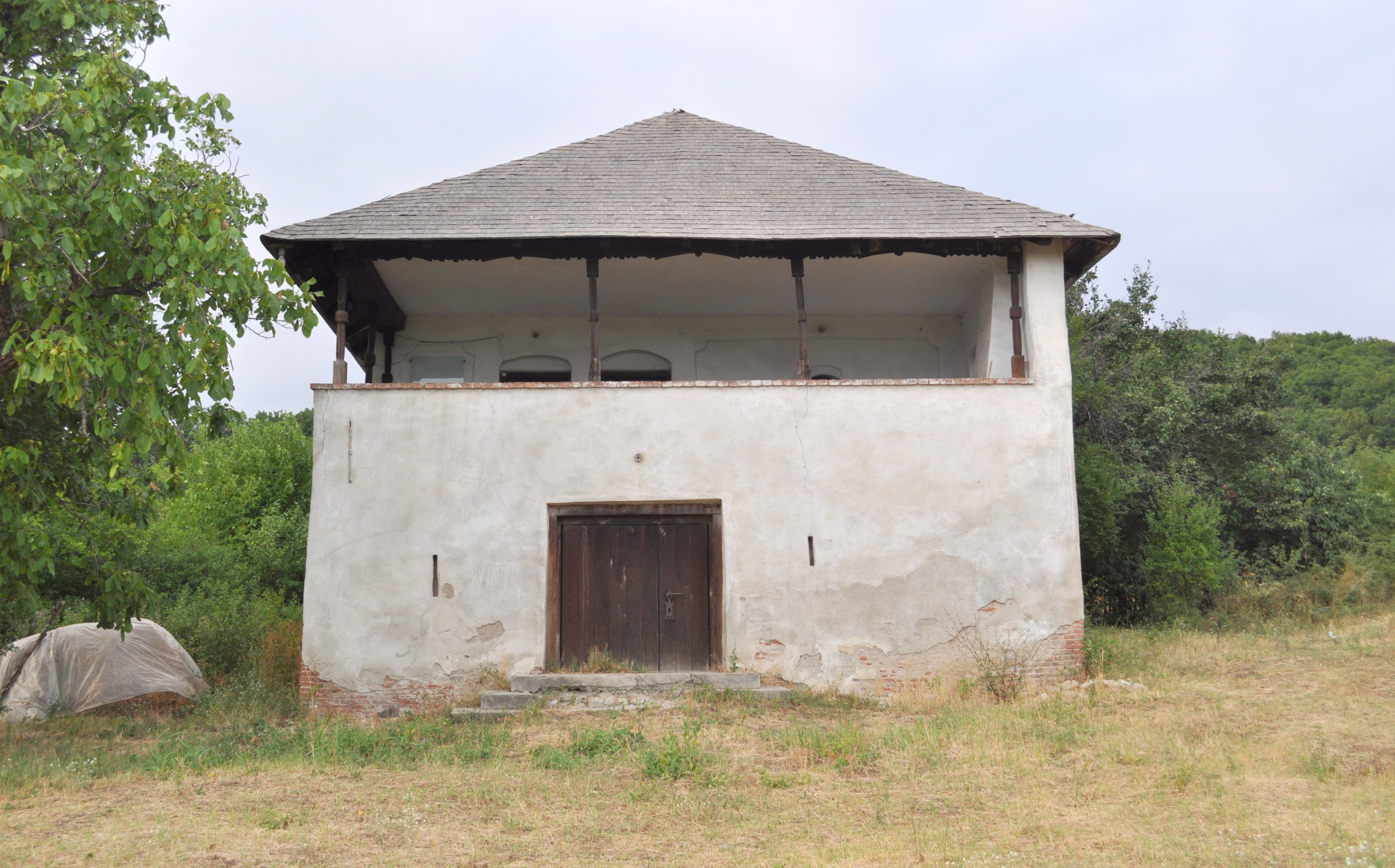
Cula Nistor din Cerneți, Mehedinți
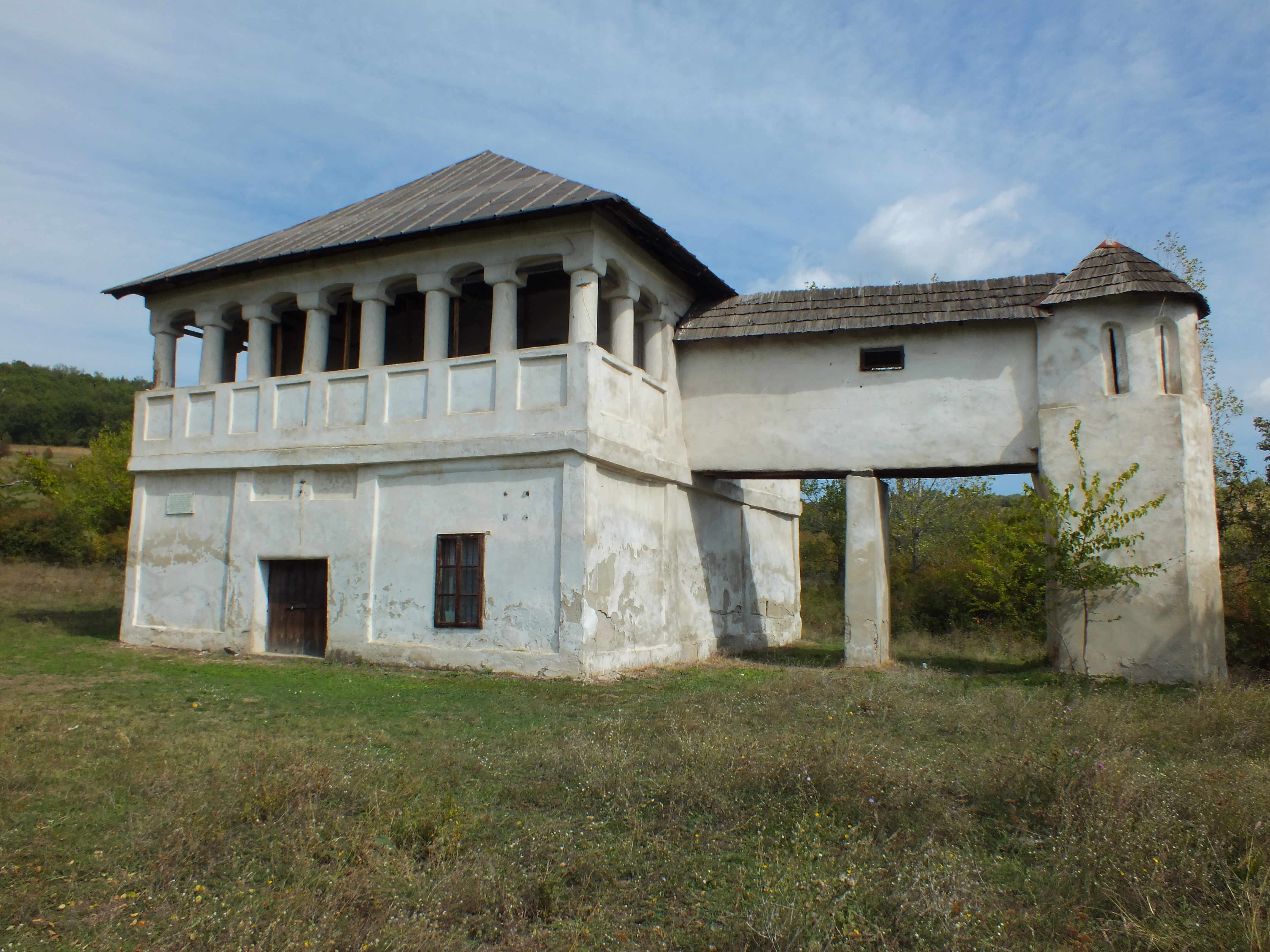
Cula Tudor Vladimirescu din Cerneți, Mehedinți
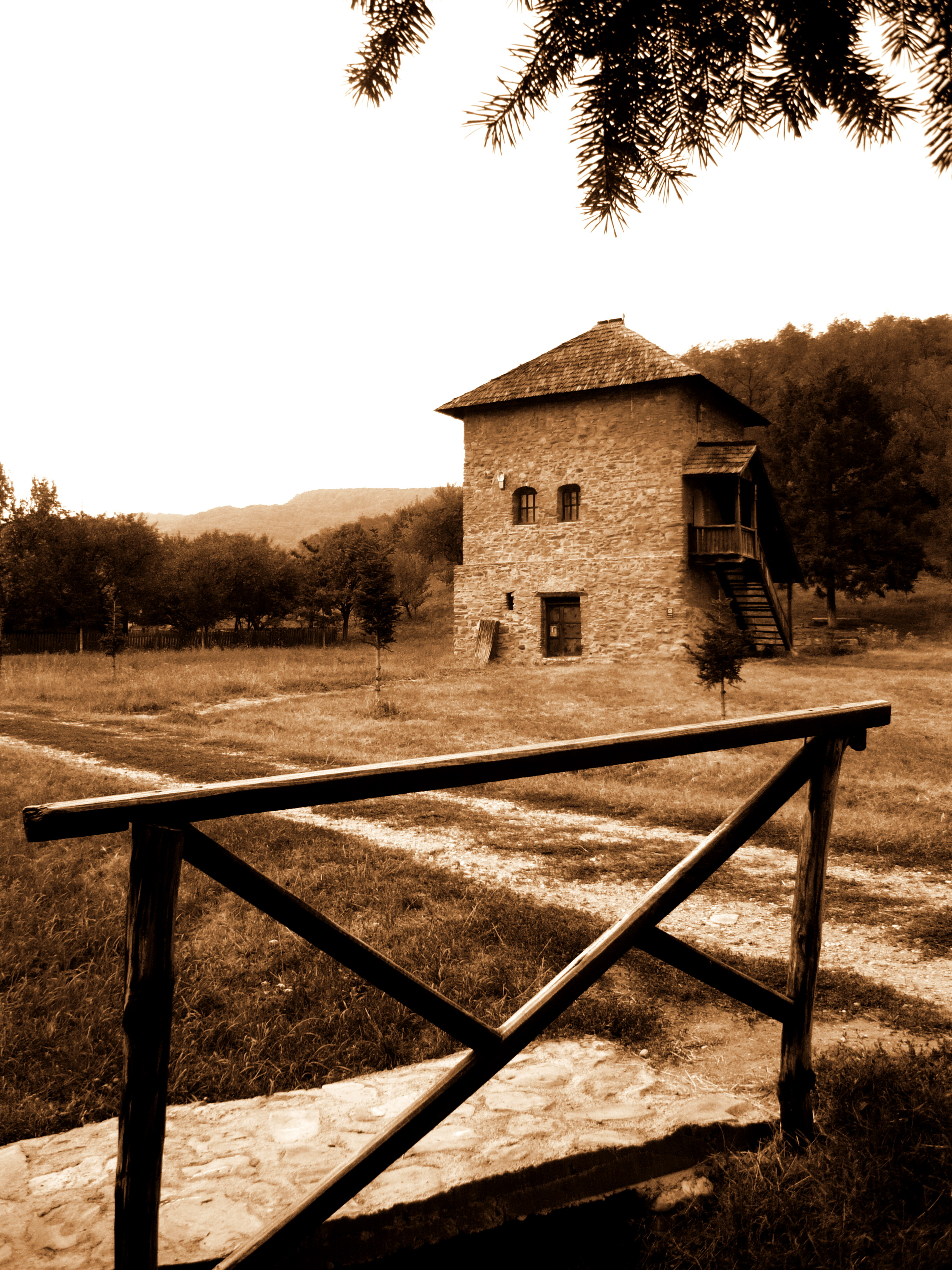
Cula Bujoreanu din Bujoreni, Vâlcea
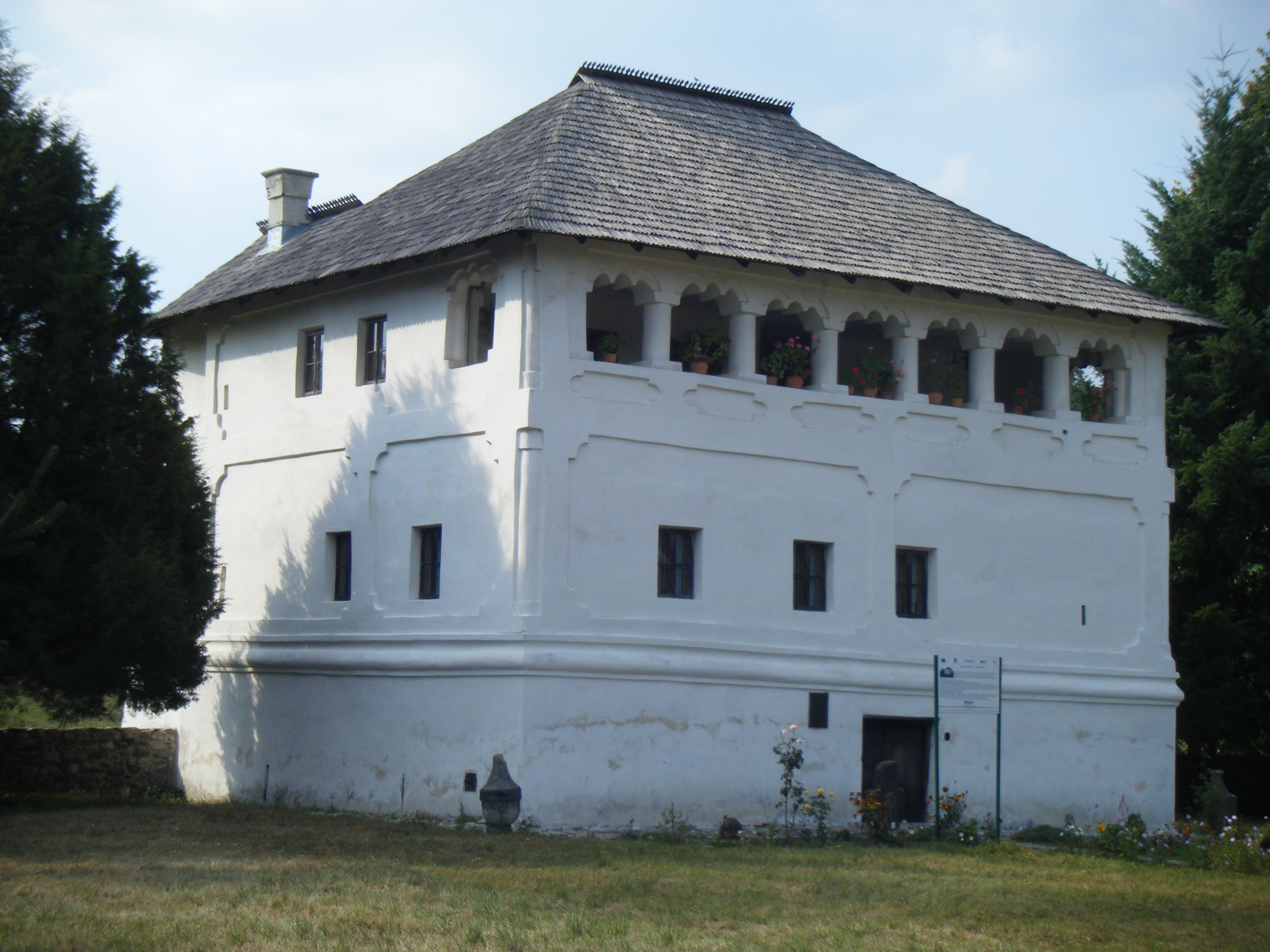
Cula Duca din Măldărești, Vâlcea
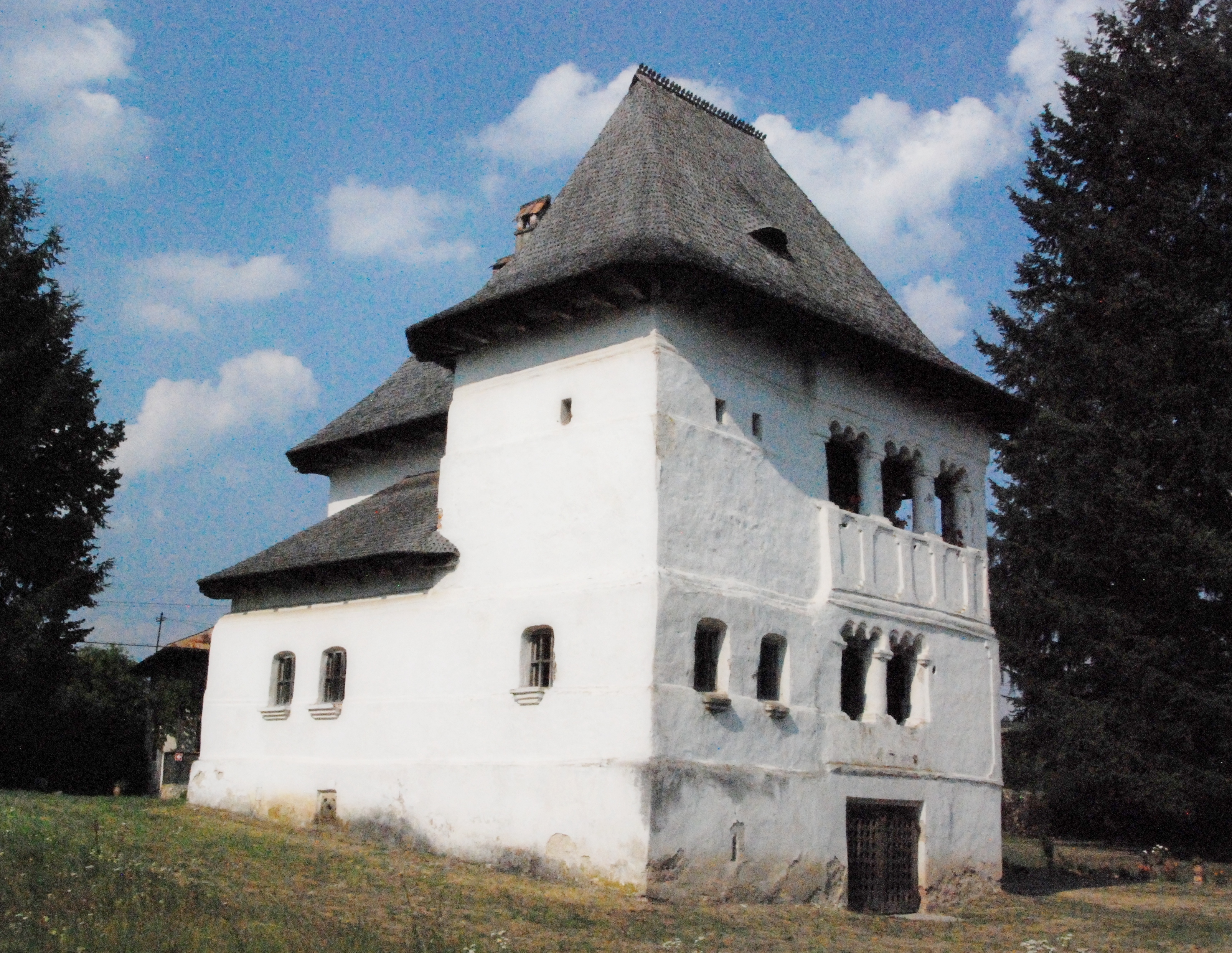
Cula Greceanu din Măldărești, Vâlcea

## En Albania
En Albania, en el área de Gore, la tipología de vivienda fortificada tiene dos pisos y dos habitaciones en cada nivel, separados por un corredor central. Las casas en Kratovo, en Macedonia o en Mani, en Grecia también eran de tipo torre.

## En Bulgaria
En Vrața, en Bulgaria, hay seis cule. Dos de ellas tienen una planta simple con tres niveles y sin ningún tipo de decoración en el exterior, con muros de piedra de hasta dos metros de espesor, con aspilleras o troneras en los mismos para permitir el uso de armas.